# Rolf Gerstenlauer
Rolf Gerstenlauer (* 15. Juni 1949) ist ein ehemaliger deutscher Fußballtorwart.

## Karriere
Gerstenlauer spielte in der Jugend für den VfB Reichenbach und die Stuttgarter Kickers. Dort begann und beendete der Torhüter auch seine Profikarriere und schoss in 327 Zweitliga-Spielen zwei Tore. Beide Male verwandelte er dabei einen Elfmeter.
Nach seiner Karriere als Profifußballer war Gerstenlauer unter anderem als Trainer beim damaligen Landesligisten FV Neuhausen und als Jugendtrainer bei den Stuttgarter Kickers tätig. 